# Marasa (Voodoo)
Die Marasa, im Haitianisch-Kreolisch auch Marassa (Zwillinge) und im Französischen tautologisch Maras[s]a Jumeaux geschrieben, sind ein Zwillingspaar von Geistwesen (Loa) im haitianischen Voodoo.

## Bedeutung

### Haitianisches Vodou
Die Marasa sollen in ihrer frühen Kindheit unschuldig getötete Waisen gewesen sein. Sie werden als stur beschrieben und sollen schlechte Essgewohnheiten aufweisen, indem sie angebotene Portionen auf einem Doppelteller auf einmal verzehren. In sattem Zustand sollen sie die Anliegen der Menschen anhören, jedoch jenen schaden, die bei den Opferzeremonien keine oder zu wenige Speisen bereitstellen. Ihnen wird zugeschrieben, keine Verantwortung für Krankheiten oder falsches Handeln zu übernehmen und stets hungrig bei Zeremonien zu ihren Ehren einzutreffen. Als Gegenspieler der beiden Marasa wird der Loa Agwe angesehen.

### Afrikanisches Vodún
Im westafrikanischen Vodún der Fon und Ewe in Benin werden die Marasa unter dem Namen der schöpferischen Doppelgottheit Mawu-Lisa verehrt. Mawu entspricht dem weiblichen, Lisa dem männlichen Aspekt.